# Heliga Gregorios Palamas och Demetrius kyrka
Heliga Gregorios Palamas och Demetrius kyrka (makedonska: Црква „Св. Григориј Палама и Димитриј“; translitteration: Tsrkva ''Sv. Grigorij Palama i Dimitrij'') är en makedonisk-ortodox kyrkobyggnad belägen i staden Strumica, i den statistiska regionen Sydöstra regionen, i sydöstra Nordmakedonien.
Kyrkan är helgad åt Sankt Gregorios Palamas och Sankt Demetrius av Thessaloniki. Den tillhör Strumicas stift.

## Historik
Den första gudstjänsten i Heliga Gregorios Palamas och Demetrius kyrka ägde rum år 2002. Kyrkan invigdes någonstans i november 2003.

## Kyrkan
- Kyrkan är byggd i bysantinsk stil.[1]
- Ikonostasen är gjord av marmor, men var ursprungligen gjord av kastanj.[1]

## Bilder

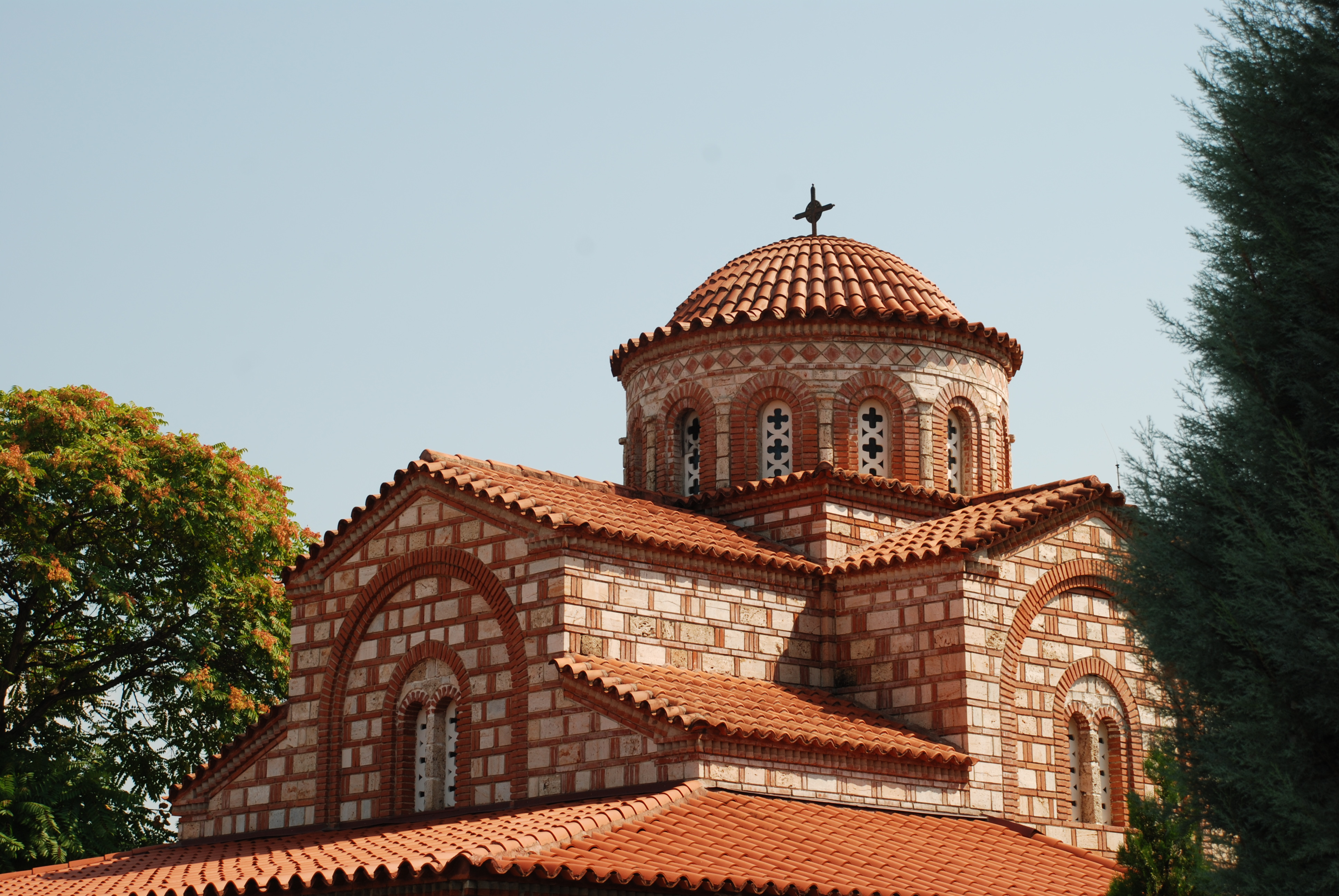
Närbild på kyrkan.
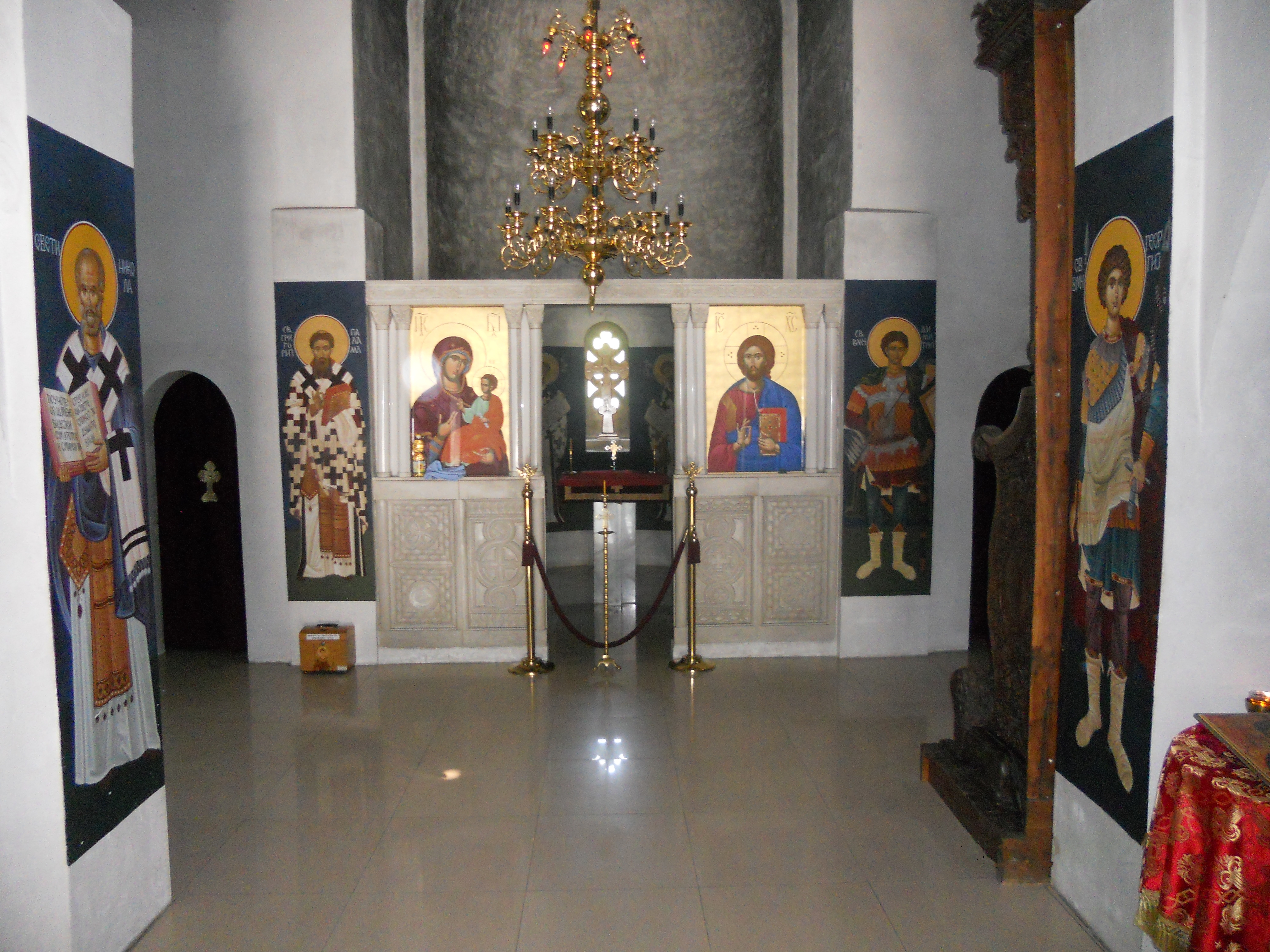
Kyrkans interiör mot ikonostasen.
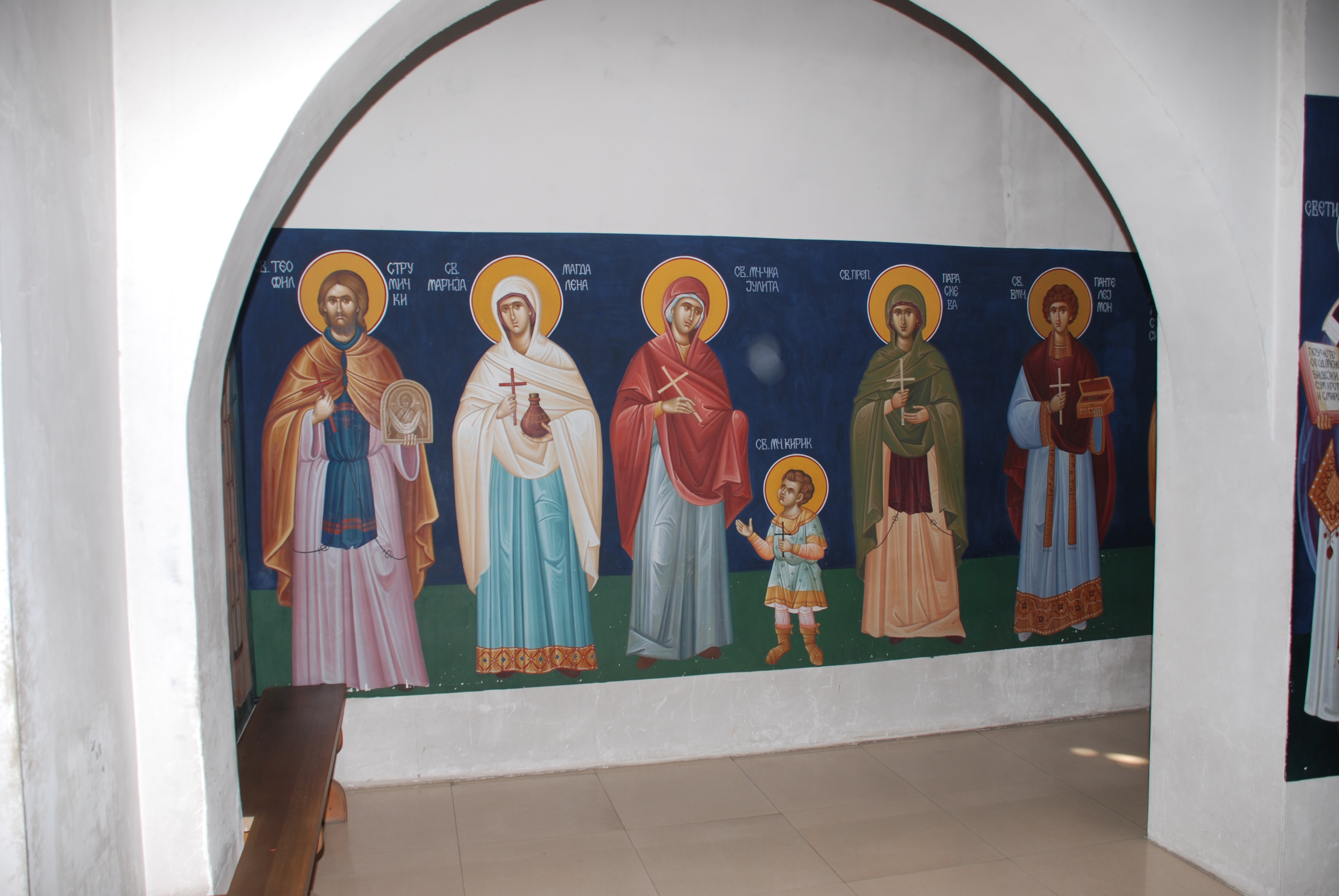
Fresker.